# Dysodia acrotoma
Dysodia acrotoma är en fjärilsart som beskrevs av Dyar 1919. Dysodia acrotoma ingår i släktet Dysodia och familjen Thyrididae. Inga underarter finns listade i Catalogue of Life.